# Temporada 2018-19 del Campeonato Mundial de Resistencia de la FIA
La temporada 2018-19 del Campeonato Mundial de Resistencia de la FIA (FIA WEC) fue la séptima edición y primera en formato bianual del Campeonato Mundial de Resistencia de la FIA. Fue coorganizado por la Federación Internacional del Automóvil y Automobile Club de l'Ouest. La temporada contó con 8 carreras, entre las cuales estaban las 24 Horas de Le Mans 2018 y 2019.

## Escuderías y pilotos
La única escudería oficial que queda en esta temporada es Toyota y mantendrá a 5 pilotos de la temporada anterior, sustituyendo en el coche N.º 8 al único campeón del mundo de resistencia con Toyota, el británico Anthony Davidson por el bicampeón mundial de Fórmula 1 Fernando Alonso. Además, será la única escudería en usar motores híbridos. Las escuderías son las siguientes:
| Escudería                 | Automóvil                    | Neu. | N.º  | Pilotos                  | Pilotos                       | Pilotos              | Rondas      |
| LMP1                      | LMP1                         | LMP1 | LMP1 | LMP1                     | LMP1                          | LMP1                 | LMP1        |
| ------------------------- | ---------------------------- | ---- | ---- | ------------------------ | ----------------------------- | -------------------- | ----------- |
| Rebellion Racing          | Rebellion R13-Gibson         | M    | 1    | André Lotterer           | Neel Jani                     | Bruno Senna          | 1-5, 7-8    |
| Rebellion Racing          | Rebellion R13-Gibson         | M    | 1    | Mathias Beche            | Neel Jani                     | Bruno Senna          | 6           |
| Rebellion Racing          | Rebellion R13-Gibson         | M    | 3    | Mathias Beche            | Gustavo Menezes               | Thomas Laurent       | 1-5         |
| Rebellion Racing          | Rebellion R13-Gibson         | M    | 3    | Nathanaël Berthon        | Gustavo Menezes               | Thomas Laurent       | 6-8         |
| ByKolles Racing           | Enso CLM P1/01-Nismo         | D    | 4    | Oliver Webb              | Tom Dillmann                  | Dominik Kraihamer    | 1-2         |
| ByKolles Racing           | Enso CLM P1/01-Nismo         | D    | 4    | Oliver Webb              | Tom Dillmann                  | René Binder          | 3           |
| ByKolles Racing           | Enso CLM P1/01-Nismo         | D    | 4    | Oliver Webb              | Tom Dillmann                  | James Rossiter       | 4-5         |
| ByKolles Racing           | Enso CLM P1/01-Nismo         | D    | 4    | Oliver Webb              | Tom Dillmann                  | Paolo Ruberti        | 7-8         |
| CEFC TRSM Racing          | Ginetta G60-LT-P1-Mecachrome | M    | 5    | Charles Robertson        | Dean Stoneman Michael Simpson | Léo Roussel          | 1-2         |
| CEFC TRSM Racing          | Ginetta G60-LT-P1-Mecachrome | M    | 6    | Oliver Rowland           | Alex Brundle                  | Oliver Turvey        | 1-2         |
| Toyota Gazoo Racing       | Toyota TS050 Hybrid          | M    | 7    | Mike Conway              | Kamui Kobayashi               | José María López     | Todas       |
| Toyota Gazoo Racing       | Toyota TS050 Hybrid          | M    | 8    | Sébastien Buemi          | Kazuki Nakajima               | Fernando Alonso      | Todas       |
| DragonSpeed               | BR Engineering BR1-Gibson    | M    | 10   | Ben Hanley               | Henrik Hedman                 | Pietro Fittipaldi    | 1           |
| DragonSpeed               | BR Engineering BR1-Gibson    | M    | 10   | Ben Hanley               | Henrik Hedman                 | Renger van der Zande | 2-3, 6, 8   |
| DragonSpeed               | BR Engineering BR1-Gibson    | M    | 10   | Ben Hanley               | James Allen                   |                      | 4           |
| DragonSpeed               | BR Engineering BR1-Gibson    | M    | 10   | Ben Hanley               | James Allen                   | Renger van der Zande | 5           |
| SMP Racing                | BR Engineering BR1-AER       | M    | 11   | Mikhail Aleshin          | Vitaly Petrov                 |                      | 1           |
| SMP Racing                | BR Engineering BR1-AER       | M    | 11   | Mikhail Aleshin          | Vitaly Petrov                 | Jenson Button        | 2-5         |
| SMP Racing                | BR Engineering BR1-AER       | M    | 11   | Mikhail Aleshin          | Vitaly Petrov                 | Brendon Hartley      | 6           |
| SMP Racing                | BR Engineering BR1-AER       | M    | 11   | Mikhail Aleshin          | Vitaly Petrov                 | Stoffel Vandoorne    | 7-8         |
| SMP Racing                | BR Engineering BR1-AER       | M    | 17   | Stéphane Sarrazin        | Egor Orudzhev                 | Matevos Isaakyan     | 1-2, 4-5    |
| SMP Racing                | BR Engineering BR1-AER       | M    | 17   | Stéphane Sarrazin        | Egor Orudzhev                 | 3                    |             |
| SMP Racing                | BR Engineering BR1-AER       | M    | 17   | Stéphane Sarrazin        | Egor Orudzhev                 | Sergey Sirotkin      | 6-8         |
| LMP2                      |                              |      |      |                          |                               |                      |             |
| TDS Racing                | Oreca 07-Gibson              | D    | 28   | François Perrodo         | Matthieu Vaxiviere            | Loïc Duval           | 1-3, 5-6, 8 |
| TDS Racing                | Oreca 07-Gibson              | D    | 28   | François Perrodo         | Matthieu Vaxiviere            | Jean-Éric Vergne     | 4           |
| TDS Racing                | Oreca 07-Gibson              | D    | 28   | François Perrodo         | Matthieu Vaxiviere            | Norman Nato          | 7           |
| Racing Team Nederland     | Dallara P217-Gibson          | M    | 29   | Giedo Van der Garde      | Frits van Eerd                | Jan Lammers          | 1-2         |
| Racing Team Nederland     | Dallara P217-Gibson          | M    | 29   | Giedo Van der Garde      | Frits van Eerd                | Nyck de Vries        | 3-8         |
| DragonSpeed               | Oreca 07-Gibson              | M    | 31   | Roberto González         | Pastor Maldonado              | Nathanaël Berthon    | 1-2         |
| DragonSpeed               | Oreca 07-Gibson              | M    | 31   | Roberto González         | Pastor Maldonado              | Anthony Davidson     | 3-8         |
| Signatech Alpine Matmut   | Alpine A470-Gibson           | D    | 36   | Nicolas Lapierre         | André Negrão                  | Pierre Thiriet       | Todas       |
| Jackie Chan DC Racing     | Oreca 07-Gibson              | D    | 37   | Jazeman Jaafar           | Weiron Tan                    | Nabil Jeffri         | 1-5         |
| Jackie Chan DC Racing     | Oreca 07-Gibson              | D    | 37   | David Heinemeier Hansson | Jordan King                   | Will Stevens         | 6-7         |
| Jackie Chan DC Racing     | Oreca 07-Gibson              | D    | 37   | David Heinemeier Hansson | Jordan King                   | Ricky Taylor         | 8           |
| Jackie Chan DC Racing     | Oreca 07-Gibson              | D    | 38   | Ho-Pin Tung              | Gabriel Aubry                 | Stéphane Richelmi    | 1-7         |
| Larbre Compétition        | Ligier JS P217-Gibson        | M    | 50   | Erwin Creed              | Romano Ricci                  | Julien Canal         | 1           |
| Larbre Compétition        | Ligier JS P217-Gibson        | M    | 50   | Erwin Creed              | Romano Ricci                  | Thomas Dagoneau      | 2           |
| Larbre Compétition        | Ligier JS P217-Gibson        | M    | 50   | Erwin Creed              | Romano Ricci                  | Yoshiharu Mori       | 3           |
| Larbre Compétition        | Ligier JS P217-Gibson        | M    | 50   | Erwin Creed              | Romano Ricci                  | Keiko Ihara          | 4           |
| Larbre Compétition        | Ligier JS P217-Gibson        | M    | 50   | Erwin Creed              | Romano Ricci                  | Enzo Guibbert        | 5           |
| Larbre Compétition        | Ligier JS P217-Gibson        | M    | 50   | Erwin Creed              | Romano Ricci                  | Gunnar Jeannette     | 6           |
| Larbre Compétition        | Ligier JS P217-Gibson        | M    | 50   | Erwin Creed              | Romano Ricci                  | Nicholas Boulle      | 7-8         |
| LMGTE Pro                 |                              |      |      |                          |                               |                      |             |
| AF Corse                  | Ferrari 488 GTE              | M    | 51   | James Calado             | Alessandro Pier Guidi         | Daniel Serra         | 2, 6, 8     |
| AF Corse                  | Ferrari 488 GTE              | M    | 51   | James Calado             | Alessandro Pier Guidi         | 1, 3-5, 7            |             |
| AF Corse                  | Ferrari 488 GTE              | M    | 71   | Sam Bird                 | Davide Rigon                  |                      | 1, 3-5, 7   |
| AF Corse                  | Ferrari 488 GTE              | M    | 71   | Sam Bird                 | Davide Rigon                  | Miguel Molina        | 2, 6, 8     |
| Ford Chip Ganassi Team UK | Ford GT                      | M    | 66   | Stefan Mücke             | Olivier Pla                   | Billy Johnson        | 1-2, 6, 8   |
| Ford Chip Ganassi Team UK | Ford GT                      | M    | 66   | Stefan Mücke             | Olivier Pla                   | 3-5, 7               |             |
| Ford Chip Ganassi Team UK | Ford GT                      | M    | 67   | Andy Priaulx             | Harry Tincknell               | Tony Kanaan          | 1-2         |
| Ford Chip Ganassi Team UK | Ford GT                      | M    | 67   | Andy Priaulx             | Harry Tincknell               | 3-5, 7               |             |
| Ford Chip Ganassi Team UK | Ford GT                      | M    | 67   | Andy Priaulx             | Harry Tincknell               | Jonathan Bomarito    | 6, 8        |
| BMW Team MTEK             | BMW M8 GTE                   | M    | 81   | Martin Tomczyk           | Nick Catsburg                 |                      | 1, 3-5, 7   |
| BMW Team MTEK             | BMW M8 GTE                   | M    | 81   | Martin Tomczyk           | Nick Catsburg                 | Philipp Eng          | 2, 8        |
| BMW Team MTEK             | BMW M8 GTE                   | M    | 81   | Martin Tomczyk           | Nick Catsburg                 | Alexander Sims       | 6           |
| BMW Team MTEK             | BMW M8 GTE                   | M    | 82   | António Félix da Costa   | Tom Blomqvist                 |                      | 1, 4-5      |
| BMW Team MTEK             | BMW M8 GTE                   | M    | 82   | António Félix da Costa   | Augusto Farfus                | Alexander Sims       | 2           |
| BMW Team MTEK             | BMW M8 GTE                   | M    | 82   | António Félix da Costa   | Augusto Farfus                | 3, 7                 |             |
| BMW Team MTEK             | BMW M8 GTE                   | M    | 82   | António Félix da Costa   | Augusto Farfus                | Bruno Spengler       | 6           |
| BMW Team MTEK             | BMW M8 GTE                   | M    | 82   | António Félix da Costa   | Augusto Farfus                | Jesse Krohn          | 8           |
| Porsche GT Team           | Porsche 911 RSR              | M    | 91   | Richard Lietz            | Gianmaria Bruni               |                      | 1, 3-7      |
| Porsche GT Team           | Porsche 911 RSR              | M    | 91   | Richard Lietz            | Gianmaria Bruni               | Frédéric Makowiecki  | 2, 8        |
| Porsche GT Team           | Porsche 911 RSR              | M    | 92   | Michael Christensen      | Kévin Estre                   |                      | 1, 3-7      |
| Porsche GT Team           | Porsche 911 RSR              | M    | 92   | Michael Christensen      | Kévin Estre                   | Laurens Vanthoor     | 2, 8        |
| Aston Martin Racing       | Aston Martin Vantage AMR     | M    | 95   | Nicki Thiim              | Marco Sørensen                | Darren Turner        | 1-2, 6, 8   |
| Aston Martin Racing       | Aston Martin Vantage AMR     | M    | 95   | Nicki Thiim              | Marco Sørensen                | 3-5, 7               |             |
| Aston Martin Racing       | Aston Martin Vantage AMR     | M    | 97   | Alex Lynn                | Maxime Martin                 | Jonathan Adam        | 1-2, 8      |
| Aston Martin Racing       | Aston Martin Vantage AMR     | M    | 97   | Alex Lynn                | Maxime Martin                 | 3-7                  |             |
| LMGTE Am                  |                              |      |      |                          |                               |                      |             |
| Spirit of Race            | Ferrari 488 GTE              | M    | 54   | Thomas Flöhr             | Francesco Castellacci         | Giancarlo Fisichella | Todas       |
| Team Project 1            | Porsche 911 RSR              | M    | 56   | Jörg Bergmeister         | Patrick Lindsey               | Egidio Perfetti      | Todas       |
| Clearwater Racing         | Ferrari 488 GTE              | M    | 61   | Matthew Griffin          | Keita Sawa                    | Weng Sun Mok         | 1-5         |
| Clearwater Racing         | Ferrari 488 GTE              | M    | 61   | Matthew Griffin          | Luís Pérez Companc            | Matteo Cressoni      | 6-8         |
| MR Racing                 | Ferrari 488 GTE              | M    | 70   | Motoaki Ishikawa         | Eddie Cheever III             | Olivier Beretta      | Todas       |
| Dempsey-Proton Racing     | Porsche 911 RSR              | M    | 77   | Matt Campbell            | Christian Ried                | Julien Andlauer      | 1-6, 8      |
| Dempsey-Proton Racing     | Porsche 911 RSR              | M    | 77   | Matt Campbell            | Christian Ried                | Riccardo Pera        | 7           |
| Dempsey-Proton Racing     | Porsche 911 RSR              | M    | 88   | Matteo Cairoli           | Khaled Al Qubaisi             | Gianluca Roda        | 1           |
| Dempsey-Proton Racing     | Porsche 911 RSR              | M    | 88   | Matteo Cairoli           | Khaled Al Qubaisi             | Giorgio Roda         | 2           |
| Dempsey-Proton Racing     | Porsche 911 RSR              | M    | 88   | Matteo Cairoli           | Gianluca Roda                 | Giorgio Roda         | 3, 6-7      |
| Dempsey-Proton Racing     | Porsche 911 RSR              | M    | 88   | Matteo Cairoli           | Gianluca Roda                 | Satoshi Hoshino      | 4           |
| Dempsey-Proton Racing     | Porsche 911 RSR              | M    | 88   | Matteo Cairoli           | Khaled Al Qubaisi             | Riccardo Pera        | 5           |
| Dempsey-Proton Racing     | Porsche 911 RSR              | M    | 88   | Matteo Cairoli           | Satoshi Hoshino               | Giorgio Roda         | 8           |
| Gulf Racing UK            | Porsche 911 RSR              | M    | 86   | Michael Wainwright       | Ben Barker                    | Alex Davison         | 1-3         |
| Gulf Racing UK            | Porsche 911 RSR              | M    | 86   | Michael Wainwright       | Ben Barker                    | Thomas Preining      | 4-8         |
| TF Sport                  | Aston Martin Vantage AMR     | M    | 90   | Salih Yoluç              | Charlie Eastwood              | Euan Hankey          | 1-2, 7-8    |
| TF Sport                  | Aston Martin Vantage AMR     | M    | 90   | Salih Yoluç              | Charlie Eastwood              | Jonathan Adam        | 3-6         |
| Aston Martin Racing       | Aston Martin Vantage AMR     | M    | 98   | Paul Dalla Lana          | Pedro Lamy                    | Mathias Lauda        | Todas       |

## Calendario
El calendario 2018 del Campeonato Mundial de Resistencia de la FIA consiste con las siguientes carreras:
| Ronda | Carrera                      | Circuito                           | Ubicación                | Fecha                    |
| ----- | ---------------------------- | ---------------------------------- | ------------------------ | ------------------------ |
| 1     | 6 Horas de Spa-Francorchamps | Circuito de Spa-Francorchamps      | Spa, Bélgica             | 5 de mayo de 2018        |
| 2     | 24 Horas de Le Mans          | Circuito de la Sarthe              | Le Mans, Francia         | 16 y 17 de junio de 2018 |
| 3     | 6 Horas de Silverstone       | Circuito de Silverstone            | Silverstone, Reino Unido | 19 de agosto de 2018     |
| 4     | 6 Horas de Fuji              | Fuji Speedway                      | Shizuoka, Japón          | 14 de octubre de 2018    |
| 5     | 6 Horas de Shanghái          | Circuito Internacional de Shanghái | Shanghái, China          | 18 de noviembre de 2018  |
| 6     | 1000 Millas de Sebring       | Sebring International Raceway      | Sebring, Estados Unidos  | 15 de marzo de 2019      |
| 7     | 6 Horas de Spa-Francorchamps | Circuito de Spa-Francorchamps      | Spa, Bélgica             | 4 de mayo de 2019        |
| 8     | 24 Horas de Le Mans          | Circuito de la Sarthe              | Le Mans, Francia         | 15 y 16 de junio de 2019 |

## Resultados

### Puntuaciones
| Carrera | 1.º | 2.º | 3.º | 4.º | 5.º | 6.º | 7.º | 8.º | 9.º | 10.º | Otros clasificados |
| ------- | --- | --- | --- | --- | --- | --- | --- | --- | --- | ---- | ------------------ |
| 6 horas | 25  | 18  | 15  | 12  | 10  | 8   | 6   | 4   | 2   | 1    | 0,5                |
| Le Mans | 38  | 27  | 23  | 18  | 15  | 12  | 9   | 6   | 3   | 2    | 1                  |
| Sebring | 32  | 23  | 19  | 15  | 13  | 10  | 8   | 5   | 3   | 2    | 1                  |

- El equipo que consiga la primera posición de cada clase en la parrilla de salida consigue un punto extra.

### Campeonato de Pilotos

#### Campeonato de Pilotos LMP
| Pos. | Piloto                   | Escudería               | SPA | LMS | SIL | FUJ | SHA | SEB | SPA | LMS | Puntos |
| ---- | ------------------------ | ----------------------- | --- | --- | --- | --- | --- | --- | --- | --- | ------ |
| 1    | Fernando Alonso          | Toyota Gazoo Racing     | 1   | 1   | DSQ | 2   | 2   | 1   | 1   | 1   | 198    |
| 1    | Sébastien Buemi          | Toyota Gazoo Racing     | 1   | 1   | DSQ | 2   | 2   | 1   | 1   | 1   | 198    |
| 1    | Kazuki Nakajima          | Toyota Gazoo Racing     | 1   | 1   | DSQ | 2   | 2   | 1   | 1   | 1   | 198    |
| 2    | Mike Conway              | Toyota Gazoo Racing     | 2   | 2   | DSQ | 1   | 1   | 2   | 6   | 2   | 157    |
| 2    | Kamui Kobayashi          | Toyota Gazoo Racing     | 2   | 2   | DSQ | 1   | 1   | 2   | 6   | 2   | 157    |
| 2    | José María López         | Toyota Gazoo Racing     | 2   | 2   | DSQ | 1   | 1   | 2   | 6   | 2   | 157    |
| 3    | Thomas Laurent           | Rebellion Racing        | 3   | 3   | 1   | Ret | 5   | 7   | 2   | 5   | 114    |
| 3    | Gustavo Menezes          | Rebellion Racing        | 3   | 3   | 1   | Ret | 5   | 7   | 2   | 5   | 114    |
| 4    | Mikhail Aleshin          | SMP Racing              | 5   | Ret | Ret | 4   | 3   | 3   | 3   | 3   | 94     |
| 4    | Vitaly Petrov            | SMP Racing              | 5   | Ret | Ret | 4   | 3   | 3   | 3   | 3   | 94     |
| 5    | Neel Jani                | Rebellion Racing        | DSQ | 4   | 2   | 3   | 4   | Ret | 5   | 4   | 91     |
| 5    | André Lotterer           | Rebellion Racing        | DSQ | 4   | 2   | 3   | 4   |     | 5   | 4   | 91     |
| 6    | Mathias Beche            | Rebellion Racing        | 3   | 3   | 1   | Ret | 5   | Ret |     |     | 73     |
| 7    | Bruno Senna              | Rebellion Racing        | DSQ | 4   | WD  | 3   | 4   | Ret | 5   | 4   | 73     |
| 8    | Nicolas Lapierre         | Signatech Alpine Matmut | 7   | 5   | 6   | 8   | 9   | 5   | 8   | 6   | 64     |
| 8    | Pierre Thiriet           | Signatech Alpine Matmut | 7   | 5   | 6   | 8   | 9   | 5   | 8   | 6   | 64     |
| 8    | André Negrão             | Signatech Alpine Matmut | 7   | 5   | 6   | 8   | 9   | 5   | 8   | 6   | 64     |
| 9    | Nathanaël Berthon        | DragonSpeed             | 10  | 7   |     |     |     |     |     |     | 51     |
| 9    | Nathanaël Berthon        | Rebellion Racing        |     |     |     |     |     | 7   | 2   | 5   | 51     |
| 10   | Ho-Pin Tung              | Jackie Chan DC Racing   | 6   | 8   | 4   | 7   | 7   | 10  | 9   | 7   | 51     |
| 10   | Gabriel Aubry            | Jackie Chan DC Racing   | 6   | 8   | 4   | 7   | 7   | 10  | 9   | 7   | 51     |
| 10   | Stéphane Richelmi        | Jackie Chan DC Racing   | 6   | 8   | 4   | 7   | 7   | 10  | 9   | 7   | 51     |
| 11   | Stoffel Vandoorne        | SMP Racing              |     |     |     |     |     |     | 3   | 3   | 38     |
| 12   | Roberto González         | DragonSpeed             | 10  | 7   | 7   | 11  | 8   | 6   | 7   | Ret | 36.5   |
| 12   | Pastor Maldonado         | DragonSpeed             | 10  | 7   | 7   | 11  | 8   | 6   | 7   | Ret | 36.5   |
| 13   | Jazeman Jaafar           | Jackie Chan DC Racing   | 8   | 6   | 5   | 6   | 10  |     |     |     | 35     |
| 13   | Nabil Jeffri             | Jackie Chan DC Racing   | 8   | 6   | 5   | 6   | 10  |     |     |     | 35     |
| 13   | Weiron Tan               | Jackie Chan DC Racing   | 8   | 6   | 5   | 6   | 10  |     |     |     | 35     |
| 14   | Egor Orudzhev            | SMP Racing              | Ret | Ret | 3   | Ret | Ret | NC  | 4   | Ret | 27     |
| 14   | Stéphane Sarrazin        | SMP Racing              | Ret | Ret | 3   | Ret | Ret | NC  | 4   | Ret | 27     |
| 15   | Jenson Button            | SMP Racing              |     | Ret | Ret | 4   | 3   |     |     |     | 27     |
| 16   | Anthony Davidson         | DragonSpeed             |     |     | 7   | 11  | 8   | 6   | 7   | Ret | 26.5   |
| 17   | Oliver Webb              | ByKolles Racing Team    | 4   | Ret | Ret | 5   | Ret |     | 14  | Ret | 22.5   |
| 17   | Tom Dillmann             | ByKolles Racing Team    | 4   | Ret |     | 5   | Ret |     | 14  | Ret | 22.5   |
| 18   | Brendon Hartley          | SMP Racing              |     |     |     |     |     | 3   |     |     | 19     |
| 19   | Jordan King              | Jackie Chan DC Racing   |     |     |     |     |     | 4   | 12  | Ret | 15.5   |
| 19   | David Heinemeier Hansson | Jackie Chan DC Racing   |     |     |     |     |     | 4   | 12  | Ret | 15.5   |
| 19   | Will Stevens             | Jackie Chan DC Racing   |     |     |     |     |     | 4   | 12  |     | 15.5   |
| 20   | Erwin Creed              | Larbre Compétition      | 11  | 10  | 9   | 10  | 12  | 8   | 13  | 9   | 14.5   |
| 20   | Romano Ricci             | Larbre Compétition      | 11  | 10  | 9   | 10  | 12  | 8   | 13  | 9   | 14.5   |
| 21   | Giedo van der Garde      | Racing Team Nederland   | 12  | 9   | 8   | 12  | 11  | 9   | 11  | 10  | 14     |
| 21   | Frits van Eerd           | Racing Team Nederland   | 12  | 9   | 8   | 12  | 11  | 9   | 11  | 10  | 14     |
| 22   | Dominik Kraihamer        | ByKolles Racing Team    | 4   | Ret |     |     |     |     |     |     | 12     |
| 23   | Sergey Sirotkin          | SMP Racing              |     |     |     |     |     | NC  | 4   | Ret | 12     |
| 24   | François Perrodo         | TDS Racing              | 9   | DSQ | 10  | 9   | NC  | NC  | 10  | 8   | 12     |
| 24   | Matthieu Vaxivière       | TDS Racing              | 9   | DSQ | 10  | 9   | NC  | NC  | 10  | 8   | 12     |
| 25   | Nyck de Vries            | Racing Team Nederland   |     |     | 8   | 12  | 11  | 9   | 11  | 10  | 10.5   |
| Pos. | Piloto                   | Escudería               | SPA | LMS | SIL | FUJ | SHA | SEB | SPA | LMS | Puntos |

| Color     | Resultado                                                               |
| --------- | ----------------------------------------------------------------------- |
| Oro       | Ganador                                                                 |
| Plata     | 2.ª plaza                                                               |
| Bronce    | 3.ª plaza                                                               |
| Verde     | Finalizó en los puntos                                                  |
| Azul      | Finalizó sin puntos                                                     |
| Azul      | NC - No clasificado                                                     |
| Violeta   | Ret - No terminó (Carrera)                                              |
| Rojo      | DNQ - No se clasificó                                                   |
| Negro     | DSQ - Descalificado                                                     |
| Blanco    | DNS - No empezó (carrera)                                               |
| Blanco    | WD - Retirado (fin de semana)                                           |
| Blanco    | C - Carrera cancelada                                                   |
| Sin color | DNP - Inscrito pero no participó                                        |
| Sin color | INJ - Lesionado                                                         |
| Sin color | EX - Excluido                                                           |
| Estado    | Resultado                                                               |
| Negrita   | Pole position                                                           |
| Cursiva   | Vuelta rápida                                                           |
| †         | Abandona, pero clasifica al completar el porcentaje requerido para ello |

#### Campeonato de Pilotos GTE
| Pos. | Piloto                 | Escudería                 | SPA | LMS | SIL | FUJ | SHA | SEB | SPA | LMS | Puntos |
| ---- | ---------------------- | ------------------------- | --- | --- | --- | --- | --- | --- | --- | --- | ------ |
| 1    | Michael Christensen    | Porsche GT Team           | 2   | 1   | 3   | 1   | 3   | 5   | 3   | 5   | 155    |
| 1    | Kévin Estre            | Porsche GT Team           | 2   | 1   | 3   | 1   | 3   | 5   | 3   | 5   | 155    |
| 2    | James Calado           | AF Corse                  | 15  | 4   | 1   | 4   | 5   | 4   | 2   | 1   | 136.5  |
| 2    | Alessandro Pier Guidi  | AF Corse                  | 15  | 4   | 1   | 4   | 5   | 4   | 2   | 1   | 136.5  |
| 3    | Gianmaria Bruni        | Porsche GT Team           | 4   | 2   | DSQ | 5   | 2   | 1   | 8   | 2   | 131    |
| 3    | Richard Lietz          | Porsche GT Team           | 4   | 2   | DSQ | 5   | 2   | 1   | 8   | 2   | 131    |
| 4    | Harry Tincknell        | Ford Chip Ganassi Team UK | Ret | 12  | 2   | 3   | 9   | 3   | 5   | 3   | 90     |
| 4    | Andy Priaulx           | Ford Chip Ganassi Team UK | Ret | 12  | 2   | 3   | 9   | 3   | 5   | 3   | 90     |
| 5    | Stefan Mücke           | Ford Chip Ganassi Team UK | 1   | 3   | 6   | 8   | 7   | 18  | 10  | 4   | 88     |
| 5    | Olivier Pla            | Ford Chip Ganassi Team UK | 1   | 3   | 6   | 8   | 7   | 18  | 10  | 4   | 88     |
| 6    | Daniel Serra           | AF Corse                  |     | 4   |     |     |     | 4   |     | 1   | 71     |
| 7    | Billy Johnson          | Ford Chip Ganassi Team UK | 1   | 3   |     |     |     | 18  |     | 4   | 67     |
| 8    | Alex Lynn              | Aston Martin Racing       | 6   | 13  | 4   | 9   | 4   | 8   | 1   | 14  | 66     |
| 8    | Maxime Martin          | Aston Martin Racing       | 6   | 13  | 4   | 9   | 4   | 8   | 1   | 14  | 66     |
| 9    | Nicki Thiim            | Aston Martin Racing       | 7   | 5   | 17  | 6   | 1   | 9   | 7   | Ret | 65.5   |
| 9    | Marco Sørensen         | Aston Martin Racing       | 7   | 5   | 17  | 6   | 1   | 9   | 7   | Ret | 66.5   |
| 10   | António Félix da Costa | BMW Team MTEK             | 5   | Ret | Ret | 2   | 10  | 7   | 4   | 6   | 61     |
| 11   | Frédéric Makowiecki    | Porsche GT Team           |     | 2   |     |     |     |     |     | 2   | 55     |
| 12   | Davide Rigon           | AF Corse                  | 3   | 6   | 16  | 10  | 6   | 6   | 6   | Ret | 54.5   |
| 12   | Sam Bird               | AF Corse                  | 3   | 6   | 16  | 10  | 6   | 6   | 6   | Ret | 54.5   |
| 13   | Laurens Vanthoor       | Porsche GT Team           |     | 1   |     |     |     |     |     | 5   | 53     |
| 14   | Martin Tomczyk         | BMW Team MTEK             | 8   | 9   | 5   | 7   | 8   | 2   | 9   | 15  | 53     |
| 14   | Nicky Catsburg         | BMW Team MTEK             | 8   | 9   | 5   | 7   | 8   | 2   | 9   | 15  | 53     |
| 15   | Jonathan Bomarito      | Ford Chip Ganassi Team UK |     |     |     |     |     | 3   |     | 3   | 42     |
| 16   | Augusto Farfus         | BMW Team MTEK             |     | Ret | Ret |     |     | 7   | 4   | 6   | 32     |
| 17   | Tom Blomqvist          | BMW Team MTEK             | 5   |     |     | 2   | 10  |     |     |     | 29     |
| 18   | Darren Turner          | Aston Martin Racing       | 7   | 5   |     |     |     | 9   |     | Ret | 25     |
| 19   | Alexander Sims         | BMW Team MTEK             |     | Ret |     |     |     | 2   |     |     | 23     |
| 20   | Miguel Molina          | AF Corse                  |     | 6   |     |     |     | 6   |     | Ret | 22     |
| 21   | Jonathan Adam          | Aston Martin Racing       | 6   | 13  |     |     |     |     |     | 14  | 16     |
| 21   | Jonathan Adam          | TF Sport                  |     |     | 8   | 13  | 18  | 15  |     |     | 16     |
| 22   | Jörg Bergmeister       | Team Project 1            | 18  | 11  | 9   | 11  | 12  | 12  | 15  | 7   | 16     |
| 22   | Patrick Lindsey        | Team Project 1            | 18  | 11  | 9   | 11  | 12  | 12  | 15  | 7   | 16     |
| 22   | Egidio Perfetti        | Team Project 1            | 18  | 11  | 9   | 11  | 12  | 12  | 15  | 7   | 16     |
| 23   | Jesse Krohn            | BMW Team MTEK             |     |     |     |     |     |     |     | 6   | 12     |
| 24   | Giancarlo Fisichella   | Spirit of Race            | 17  | 8   | 15  | 16  | 14  | 11  | 13  | 13  | 10.5   |
| 24   | Francesco Castellacci  | Spirit of Race            | 17  | 8   | 15  | 16  | 14  | 11  | 13  | 13  | 10.5   |
| 24   | Thomas Flohr           | Spirit of Race            | 17  | 8   | 15  | 16  | 14  | 11  | 13  | 13  | 10.5   |
| Pos. | Piloto                 | Escudería                 | SPA | LMS | SIL | FUJ | SHA | SEB | SPA | LMS | Puntos |

#### Campeonato de Pilotos LMP2
| Pos. | Piloto                   | Escudería               | SPA | LMS | SIL | FUJ | SHA | SEB | SPA | LMS | Puntos |
| ---- | ------------------------ | ----------------------- | --- | --- | --- | --- | --- | --- | --- | --- | ------ |
| 1    | Nicolas Lapierre         | Signatech Alpine Matmut | 2   | 1   | 3   | 3   | 3   | 2   | 2   | 1   | 181    |
| 1    | Pierre Thiriet           | Signatech Alpine Matmut | 2   | 1   | 3   | 3   | 3   | 2   | 2   | 1   | 181    |
| 1    | André Negrão             | Signatech Alpine Matmut | 2   | 1   | 3   | 3   | 3   | 2   | 2   | 1   | 181    |
| 2    | Ho-Pin Tung              | Jackie Chan DC Racing   | 1   | 4   | 1   | 2   | 1   | 6   | 3   | 2   | 166    |
| 2    | Gabriel Aubry            | Jackie Chan DC Racing   | 1   | 4   | 1   | 2   | 1   | 6   | 3   | 2   | 166    |
| 2    | Stéphane Richelmi        | Jackie Chan DC Racing   | 1   | 4   | 1   | 2   | 1   | 6   | 3   | 2   | 166    |
| 3    | Roberto González         | DragonSpeed             | 5   | 3   | 4   | 6   | 2   | 3   | 1   | Ret | 117    |
| 3    | Pastor Maldonado         | DragonSpeed             | 5   | 3   | 4   | 6   | 2   | 3   | 1   | Ret | 117    |
| 4    | Jazeman Jaafar           | Jackie Chan DC Racing   | 3   | 2   | 2   | 1   | 4   |     |     |     | 98     |
| 4    | Nabil Jeffri             | Jackie Chan DC Racing   | 3   | 2   | 2   | 1   | 4   |     |     |     | 98     |
| 4    | Weiron Tan               | Jackie Chan DC Racing   | 3   | 2   | 2   | 1   | 4   |     |     |     | 98     |
| 5    | Anthony Davidson         | DragonSpeed             |     |     | 4   | 6   | 2   | 3   | 1   | Ret | 83     |
| 6    | Erwin Creed              | Larbre Compétition      | 6   | 6   | 6   | 5   | 6   | 4   | 7   | 4   | 85     |
| 6    | Romano Ricci             | Larbre Compétition      | 6   | 6   | 6   | 5   | 6   | 4   | 7   | 4   | 85     |
| 7    | Giedo van der Garde      | Racing Team Nederland   | 7   | 5   | 5   | 7   | 5   | 5   | 5   | 5   | 85     |
| 7    | Frits van Eerd           | Racing Team Nederland   | 7   | 5   | 5   | 7   | 5   | 5   | 5   | 5   | 85     |
| 8    | François Perrodo         | TDS Racing              | 4   | DSQ | 7   | 4   | Ret | NC  | 4   | 3   | 66     |
| 8    | Matthieu Vaxivière       | TDS Racing              | 4   | DSQ | 7   | 4   | Ret | NC  | 4   | 3   | 66     |
| 9    | Nyck de Vries            | Racing Team Nederland   |     |     | 5   | 7   | 5   | 5   | 5   | 5   | 64     |
| 10   | Loïc Duval               | TDS Racing              | 4   | DSQ | 7   |     | Ret | NC  |     | 3   | 42     |
| 11   | Jordan King              | Jackie Chan DC Racing   |     |     |     |     |     | 1   | 6   | Ret | 40     |
| 11   | David Heinemeier Hansson | Jackie Chan DC Racing   |     |     |     |     |     | 1   | 6   | Ret | 40     |
| 11   | Will Stevens             | Jackie Chan DC Racing   |     |     |     |     |     | 1   | 6   |     | 40     |
| 12   | Nathanaël Berthon        | DragonSpeed             | 5   | 3   |     |     |     |     |     |     | 34     |
| 13   | Nicholas Boulle          | Larbre Compétition      |     |     |     |     |     |     | 7   | 4   | 24     |
| 14   | Jan Lammers              | Racing Team Nederland   | 7   | 5   |     |     |     |     |     |     | 21     |
| 15   | Gunnar Jeannette         | Larbre Compétition      |     |     |     |     |     | 4   |     |     | 15     |
| 16   | Jean-Éric Vergne         | TDS Racing              |     |     |     | 4   |     |     |     |     | 12     |
| 16   | Norman Nato              | TDS Racing              |     |     |     |     |     |     | 4   |     | 12     |
| 17   | Thomas Dagoneau          | Larbre Compétition      |     | 6   |     |     |     |     |     |     | 12     |
| 18   | Keiko Ihara              | Larbre Compétition      |     |     |     | 5   |     |     |     |     | 10     |
| 19   | Julien Canal             | Larbre Compétition      | 6   |     |     |     |     |     |     |     | 8      |
| 19   | Yoshiharu Mori           | Larbre Competition      |     |     | 6   |     |     |     |     |     | 8      |
| 19   | Enzo Guibbert            | Larbre Competition      |     |     |     |     | 6   |     |     |     | 8      |

#### Campeonato de Pilotos LMGTE Am
| Pos. | Piloto                | Escudería             | SPA | LMS | SIL | FUJ | SHA | SEB | SPA | LMS | Puntos |
| ---- | --------------------- | --------------------- | --- | --- | --- | --- | --- | --- | --- | --- | ------ |
| 1    | Jörg Bergmeister      | Team Project 1        | 9   | 3   | 3   | 1   | 2   | 3   | 5   | 1   | 151    |
| 1    | Patrick Lindsey       | Team Project 1        | 9   | 3   | 3   | 1   | 2   | 3   | 5   | 1   | 151    |
| 1    | Egidio Perfetti       | Team Project 1        | 9   | 3   | 3   | 1   | 2   | 3   | 5   | 1   | 151    |
| 2    | Matt Campbell         | Dempsey-Proton Racing | 4   | 1   | 1   | DSQ | 1   | 1   | 1   | 2   | 110    |
| 2    | Christian Ried        | Dempsey-Proton Racing | 4   | 1   | 1   | DSQ | 1   | 1   | 1   | 2   | 110    |
| 3    | Salih Yoluç           | TF Sport              | 2   | Ret | 2   | 2   | 8   | 6   | 2   | 6   | 99     |
| 3    | Charlie Eastwood      | TF Sport              | 2   | Ret | 2   | 2   | 8   | 6   | 2   | 6   | 99     |
| 4    | Thomas Flohr          | Spirit of Race        | 8   | 2   | 9   | 5   | 4   | 2   | 4   | 7   | 99     |
| 4    | Francesco Castellacci | Spirit of Race        | 8   | 2   | 9   | 5   | 4   | 2   | 4   | 7   | 99     |
| 4    | Giancarlo Fisichella  | Spirit of Race        | 8   | 2   | 9   | 5   | 4   | 2   | 4   | 7   | 99     |
| 5    | Matt Griffin          | Clearwater Racing     | 3   | 4   | 5   | 6   | 7   | DNS | 3   | 3   | 95     |
| 6    | Julien Andlauer       | Dempsey-Proton Racing | 4   | 1   | 1   | DSQ | 1   | 1   |     | 2   | 85     |
| 7    | Michael Wainwright    | Gulf Racing           | 7   | 6   | 6   | 4   | 9   | 4   | 7   | 4   | 79     |
| 7    | Ben Barker            | Gulf Racing           | 7   | 6   | 6   | 4   | 9   | 4   | 7   | 4   | 79     |
| 8    | Paul Dalla Lana       | Aston Martin Racing   | 1   | Ret | 4   | 3   | 5   | 8   | 6   | Ret | 77     |
| 8    | Mathias Lauda         | Aston Martin Racing   | 1   | Ret | 4   | 3   | 5   | 8   | 6   | Ret | 77     |
| 8    | Pedro Lamy            | Aston Martin Racing   | 1   | Ret | 4   | 3   | 5   | 8   | 6   | Ret | 77     |
| 9    | Olivier Beretta       | MR Racing             | 5   | 5   | 7   | Ret | 6   | 5   | 8   | 5   | 71     |
| 9    | Eddie Cheever III     | MR Racing             | 5   | 5   | 7   | Ret | 6   | 5   | 8   | 5   | 71     |
| 9    | Motoaki Ishikawa      | MR Racing             | 5   | 5   | 7   | Ret | 6   | 5   | 8   | 5   | 71     |
| 10   | Weng Sun Mok          | Clearwater Racing     | 3   | 4   | 5   | 6   | 7   |     |     |     | 57     |
| 10   | Keita Sawa            | Clearwater Racing     | 3   | 4   | 5   | 6   | 7   |     |     |     | 57     |
| 11   | Thomas Preining       | Gulf Racing           |     |     |     | 4   | 9   | 4   | 7   | 4   | 53     |
| 12   | Jonathan Adam         | TF Sport              |     |     | 2   | 2   | 8   | 6   |     |     | 50     |
| 13   | Euan Hankey           | TF Sport              | 2   | Ret |     |     |     |     | 2   | 6   | 49     |
| 14   | Riccardo Pera         | Dempsey-Proton Racing |     |     |     |     | 3   |     | 1   |     | 40     |
| 15   | Luis Pérez Companc    | Clearwater Racing     |     |     |     |     |     | DNS | 3   | 3   | 38     |
| 15   | Matteo Cressoni       | Clearwater Racing     |     |     |     |     |     | DNS | 3   | 3   | 38     |
| 16   | Matteo Cairoli        | Dempsey-Proton Racing | 6   | Ret | 8   | DSQ | 3   | 7   | 9   | Ret | 26     |
| 17   | Alex Davison          | Gulf Racing           | 7   | 6   | 6   |     |     |     |     |     | 26     |
| 18   | Khaled Al Qubaisi     | Dempsey-Proton Racing | 6   | Ret |     |     | 3   |     |     |     | 15     |
| 19   | Giorgio Roda          | Dempsey-Proton Racing | 6   | Ret | 8   | DSQ |     | 7   | 9   | Ret | 11     |
| 20   | Gianluca Roda         | Dempsey-Proton Racing |     |     | 8   |     |     | 7   | 9   |     | 10     |
| 21   | Satoshi Hoshino       | Dempsey-Proton Racing |     |     |     |     |     |     |     | Ret | 1      |

### Campeonato de Escuderías
Se otorga un campeonato mundial para constructores de LMGTE Pro, mientras que el anterior título de constructores en LMP1 ha sido reemplazado por un campeonato mundial para equipos LMP1. Los trofeos de resistencia FIA se otorgan a los equipos LMP2 y LMGTE-Am, mientras que el trofeo anterior para los equipos LMGTE Pro se eliminó para 2018.

#### Campeonato LMP1
Solo puntúa el coche mejor ubicado de cada equipo. 
| Pos. | Escudería            | SPA | LMS | SIL | FUJ | SHA | SEB | SPA | LMS | Puntos |
| ---- | -------------------- | --- | --- | --- | --- | --- | --- | --- | --- | ------ |
| 1    | Toyota Gazoo Racing  | 1   | 1   | DSQ | 1   | 1   | 1   | 1   | 1   | 216    |
| 2    | Rebellion Racing     | 3   | 3   | 1   | 3   | 4   | 7   | 2   | 4   | 134    |
| 3    | SMP Racing           | 5   | Ret | 3   | 4   | 3   | 3   | 3   | 3   | 109    |
| 4    | ByKolles Racing Team | 4   | Ret | Ret | 5   | Ret |     | 34  | Ret | 22.5   |
| 5    | DragonSpeed          | DNS | Ret | 25  | Ret | 6   | Ret |     | Ret | 8.5    |
| 6    | CEFC TRSM Racing     | WD  | 41  |     |     |     |     |     |     | 1      |

#### Campeonato LMP2
| Pos. | N.º | Escudería               | SPA | LMS | SIL | FUJ | SHA | SEB | SPA | LMS | Puntos |
| ---- | --- | ----------------------- | --- | --- | --- | --- | --- | --- | --- | --- | ------ |
| 1    | 36  | Signatech Alpine Matmut | 2   | 1   | 3   | 3   | 3   | 2   | 2   | 1   | 181    |
| 2    | 38  | Jackie Chan DC Racing   | 1   | 4   | 1   | 2   | 1   | 6   | 3   | 2   | 166    |
| 3    | 37  | Jackie Chan DC Racing   | 3   | 2   | 2   | 1   | 4   | 1   | 6   | Ret | 138    |
| 4    | 31  | DragonSpeed             | 5   | 3   | 4   | 6   | 2   | 3   | 1   | Ret | 117    |
| 5    | 50  | Larbre Compétition      | 6   | 6   | 6   | 5   | 6   | 4   | 7   | 4   | 85     |
| 6    | 29  | Racing Team Nederland   | 7   | 5   | 5   | 7   | 5   | 5   | 5   | 5   | 85     |
| 7    | 28  | TDS Racing              | 4   | DSQ | 7   | 4   | Ret | NC  | 4   | 3   | 66     |

#### Campeonato GTE-Am
| Pos. | N.º | Escudería             | SPA | LMS | SIL | FUJ | SHA | SEB | SPA | LMS | Puntos |
| ---- | --- | --------------------- | --- | --- | --- | --- | --- | --- | --- | --- | ------ |
| 1    | 56  | Team Project 1        | 9   | 3   | 3   | 1   | 2   | 3   | 5   | 1   | 151    |
| 2    | 77  | Dempsey-Proton Racing | 4   | 1   | 1   | DSQ | 1   | 1   | 1   | 2   | 110    |
| 3    | 90  | TF Sport              | 2   | Ret | 2   | 2   | 8   | 6   | 2   | 6   | 99     |
| 4    | 54  | Spirit of Race        | 8   | 2   | 9   | 5   | 4   | 2   | 4   | 7   | 99     |
| 5    | 61  | Clearwater Racing     | 3   | 4   | 5   | 6   | 7   | DNS | 3   | 3   | 95     |
| 6    | 86  | Gulf Racing           | 7   | 6   | 6   | 4   | 9   | 4   | 7   | 4   | 79     |
| 7    | 98  | Aston Martin Racing   | 1   | Ret | 4   | 3   | 5   | 8   | 6   | Ret | 77     |
| 8    | 70  | MR Racing             | 5   | 5   | 7   | Ret | 6   | 5   | 8   | 5   | 71     |
| 9    | 88  | Dempsey-Proton Racing | 6   | Ret | 8   | DSQ | 3   | 7   | 9   | Ret | 26     |

### Campeonato de Constructores

#### Campeonato GT
Los dos coches mejor ubicados de cada constructor suman puntos.
| Pos. | Constructor  | SPA | LMS | SIL | FUJ | SHA | SEB | SPA | LMS | Puntos |
| ---- | ------------ | --- | --- | --- | --- | --- | --- | --- | --- | ------ |
| 1    | Porsche      | 2   | 1   | 3   | 1   | 2   | 1   | 3   | 2   | 288    |
| 1    | Porsche      | 4   | 2   | 9   | 5   | 3   | 5   | 8   | 5   | 288    |
| 2    | Ferrari      | 3   | 4   | 1   | 4   | 5   | 4   | 2   | 1   | 194    |
| 2    | Ferrari      | 11  | 6   | 11  | 10  | 6   | 6   | 6   | 9   | 194    |
| 3    | Ford         | 1   | 3   | 2   | 3   | 7   | 3   | 5   | 3   | 178    |
| 3    | Ford         | Ret | 12  | 6   | 8   | 9   | 18  | 10  | 4   | 178    |
| 4    | Aston Martin | 6   | 5   | 4   | 6   | 1   | 8   | 1   | 12  | 136    |
| 4    | Aston Martin | 7   | 13  | 8   | 9   | 4   | 9   | 7   | 14  | 136    |
| 5    | BMW          | 5   | 9   | 5   | 2   | 8   | 2   | 4   | 6   | 114    |
| 5    | BMW          | 8   | Ret | Ret | 7   | 10  | 7   | 9   | 15  | 114    |